# Nikolaï Ilov
Nikolaï Ilov (en bulgare : Николай Василев Илов), né le 30 avril 1932, à Pleven, en Bulgarie, est un ancien joueur bulgare de basket-ball.